# Župnija Gornja Sveta Kungota
Župnija Gornja sv. Kungota je rimskokatoliška teritorialna župnija dekanije Jarenina mariborskega naddekanata, ki je del nadškofije Maribor.

## Sakralni objekti
- župnijska cerkev je cerkev sv.  Kunigunde.